# Жорниска
Жорниска (укр. Жорниська) — село в Ивано-Франковской поселковой общине Яворовского района Львовской области Украины.
Население по переписи 2001 года составляло 358 человек. Занимает площадь 1,05 км². Почтовый индекс — 81083. Телефонный код — 3259.
У села протекает река Домажир.
Недалеко от села, в пределах природного заповедника «Расточье», находится медвежий приют «Домажир», в котором проходят реабилитацию около десятка медведей, спасённых от жестокого содержания со станций дрессировки охотничьих собак, передвижных зоопарков, цирков, гостиниц и ресторанов..